# Linda Bengtzing

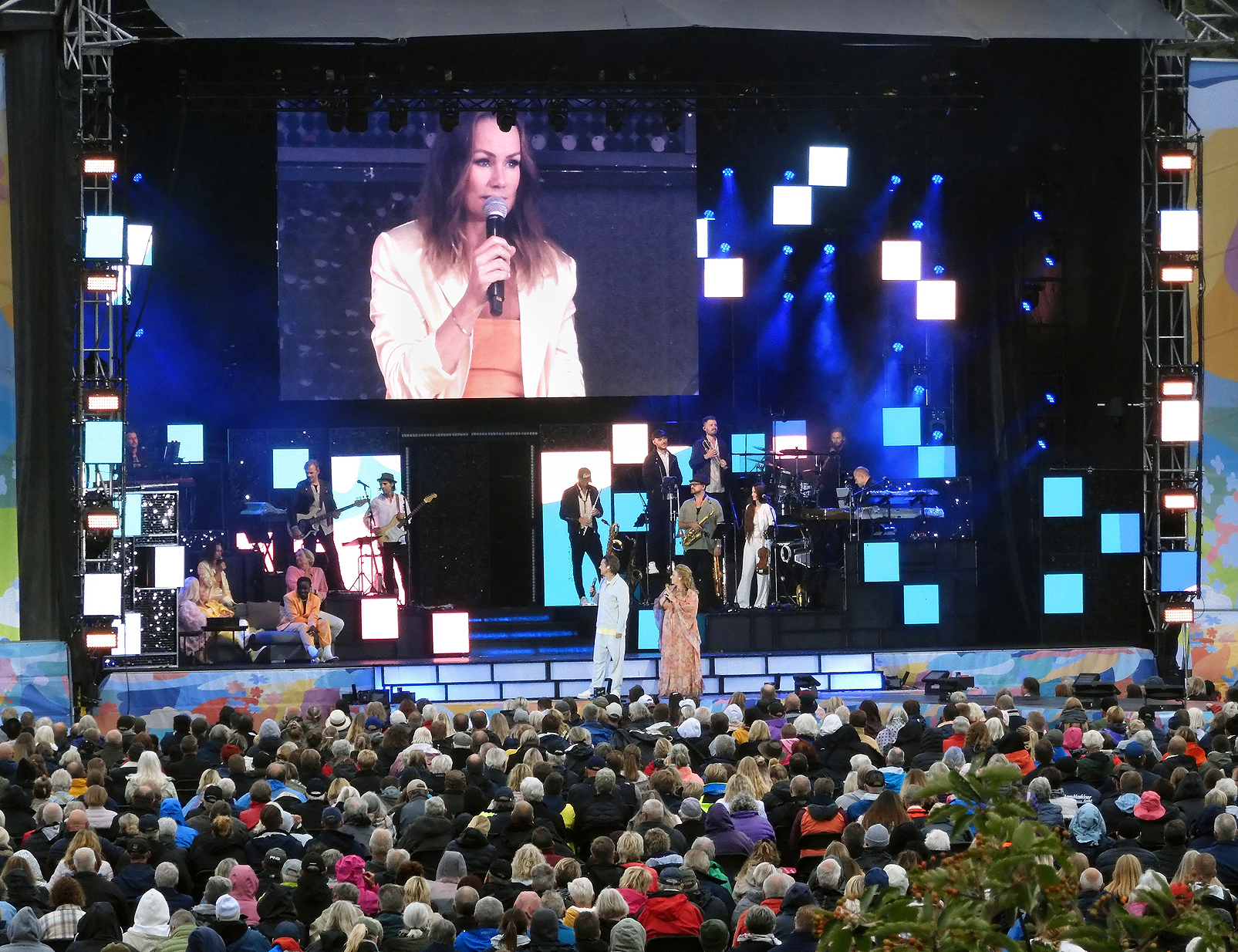
Linda Bengtzing in Ystad 2021.

Linda Brigitta Bengtzing (Gullspång, 13 marzo 1974) è una cantante svedese.

## Biografia
Nata a Gullspång, ha pubblicato due singoli tra il 1987 e il 1989, prima di sparire dal mondo della musica per circa quindici anni.
Nel 2004 ha preso parte alla quarta stagione di Fame Factory, mentre nel 2005 ha partecipato per la prima volta al Melodifestivalen. Nel 2006 è uscito il suo album d'esordio.

## Discografia
Album studio
- 2006 - Ingenting att Förlora
- 2008 - Vild & Galen